# Ophiomastus conveniens
Ophiomastus conveniens är en ormstjärneart som beskrevs av Jean Baptiste François René Koehler 1923. Ophiomastus conveniens ingår i släktet Ophiomastus och familjen fransormstjärnor. Inga underarter finns listade i Catalogue of Life.